# Square Roland-Garros
Pour les articles homonymes, voir Roland Garros (homonymie).
Le square Roland-Garros est une voie du 20e arrondissement de Paris, en France.

## Situation et accès
Le square Roland-Garros est une voie située dans le 20e arrondissement de Paris. Il débute au 49, rue du Capitaine-Ferber et se termine en impasse.

## Origine du nom

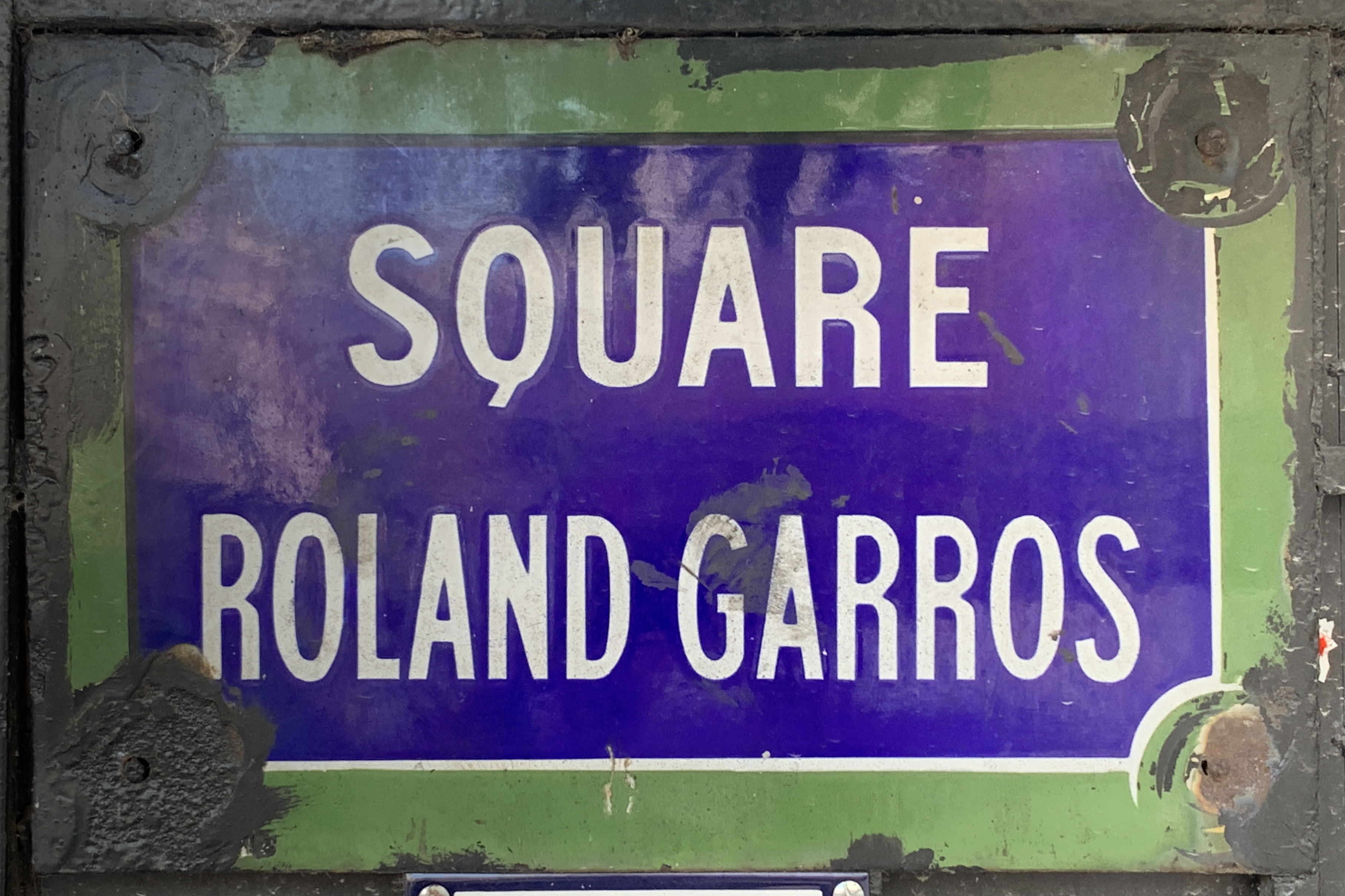
Plaque de la voie.

Cette voie porte le nom de Roland Garros (1888-1918), officier aviateur français, un des pionniers de l'aviation française qui effectua la première traversée aérienne de la Méditerranée et mort pour la France.
De nombreuses voies de ce quartier portent le nom de pionniers de l’aéronautique. 

## Historique
Cette voie est ouverte sous sa dénomination actuelle par un arrêté du 20 avril 1928 et est ouverte à la circulation publique par un arrêté du 23 juin 1959.